# Tomáš Dvořák (režisér)
Tomáš Dvořák (* 1. června 1956, Havlíčkův Brod) je český herec a režisér loutkového divadla. Byl uměleckým šéfem v divadle Alfa v Plzni a jeho otec byl významný loutkář Jan Dvořák.

## Život
Je synem Jana Dvořáka, žáka Josefa Skupy a člena skupiny SALAMANDR a Divadlo Spejbla a Hurvínka, který se poté stal ředitelem královéhradeckého Divadla DRAK. Než se Tomáš Dvořák vydal na dráhu loutkoherce, vystudoval v roce 1975 Střední průmyslovou školu kamenickou v Hořicích. Následně už studoval na DAMU obor loutkoherectví. Když byl se spolužáky v posledním ročníku, byli posláni na praxi v Divadle Alfa v Plzni. Právě do tohoto divadla po studiu nastoupil společně s Blankou Josephovou-Luňákovou a Václavem Poulem a zůstal mu věrný více než čtyřicet let. Začal zde jako loutkoherec a od roku 1990 zde působil jako režisér. Jeho první režie byla režijní spolupráce v roce 1982 se souborem přátel Pedluke Padluke (Posvícení v Hudlicích). Svůj samostatný režijní debut proběhnul na jeho domovské scéně v roce 1985 (My se vlka nebojíme). Od roku 1991 působil v Divadle Alfa jako umělecký šéf, a to až do roku 2020, kdy odešel do penze a s divadlem spolupracuje už jen externě. Mezi divadla, s nimiž spolupracuje, patří i Naivní divadlo v Liberci, kde byl v roce 1989 v angažmá.
Díky tomu, že pracuje s odkazem starých českých loutkářů a rozvíjí ho moderními divadelními přístupy, obdržela jeho díla řadu ocenění, jako například Skupovu cenu, cenu ERIK, insecace roku a nominace na cenu Alfréda Radoka. Mezi jeho oceňované inscenace patří Jéminkote, Psohlavci, James Blond, Tři mušketýři', Johanes Doktor Faust, Don Šajn, Jenovéfa, Bezhlavý rytíř, Alibaba a čtyřicet loupežníků nebo Krásný nadhasič, s kterými vystupoval i v zahraničí. Za režii inscenace Labutí jezírko obdržel v roce 2009 Cenu Českého literárního fondu. Za svou práci získal Uměleckou cenu města Plzně a Státní cenu Ministerstva kultury. V roce 2021 obdržel Cenu Thálie za celoživotní mistrovství v kategorii loutkové divadlo.